# Svedala sockerbruk

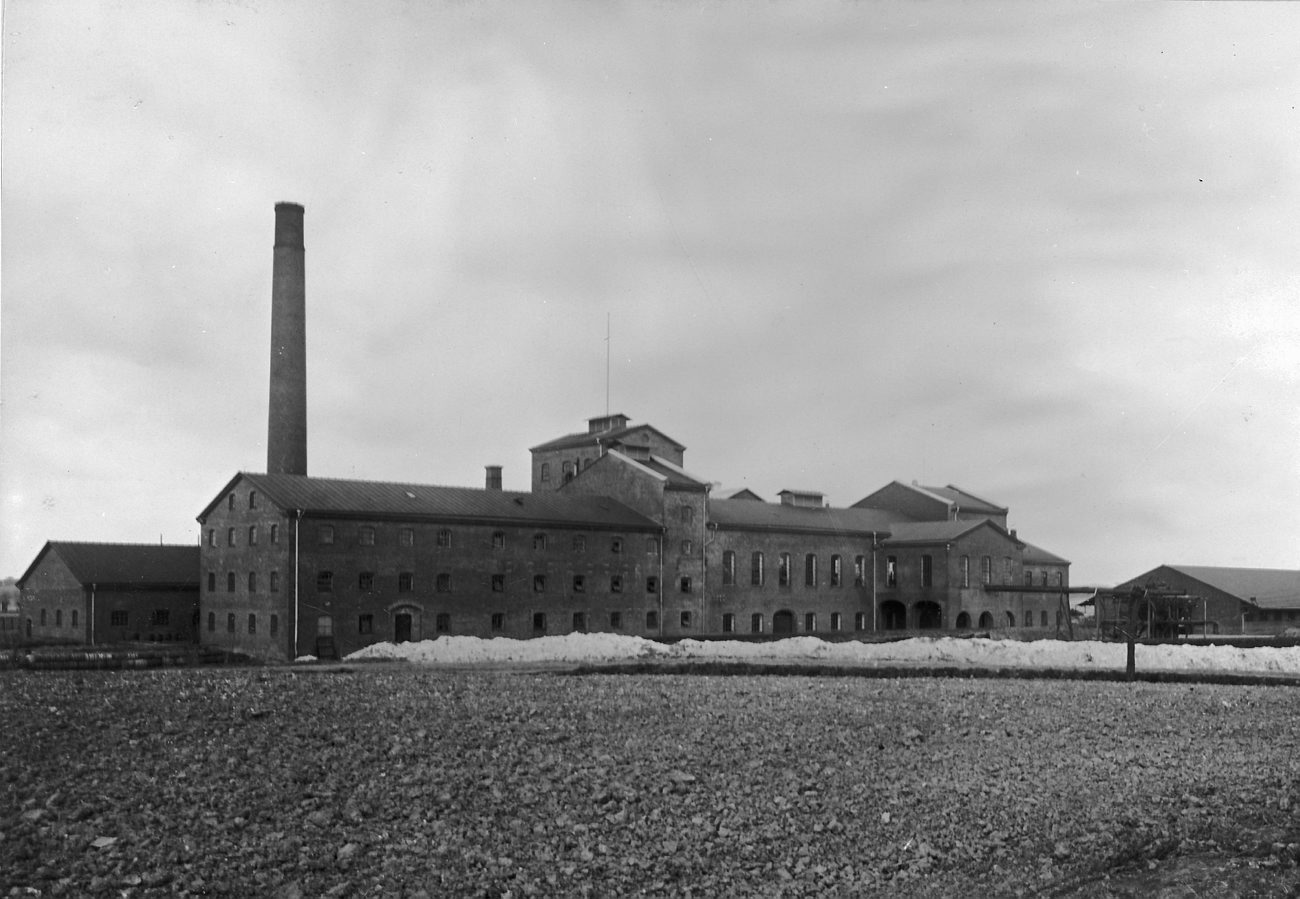
Svedala sockerbruk omkring 1910.

Svedala sockerbruk var beläget i Svedala mellan 1894 och 1948.

## Historia
På grund av sockerbristen i slutet av 1800-talet var företag tvungna att expandera. AB sockerraffinaderiet Öresund var ett av företagen som expanderade i slutet av 1800-talet. När kommittén som hade tillämpats 1893 för att finna en lämplig plats. Deras val för bruket blev Svedala. Svedala var lämplig på grund av närheten till järnväg och vatten via Sege å, som man behövde till sockerproduktionen. Den 4 september 1893 bildades Svedala Sockerfabriks Aktiebolag. Aktiekapitalet var 1000 000:-. Ritningen till fabriken uppgjordes av ingeniör Henrik Lindfors. Maskinerna levererades av Kockums Mekaniska Verkstad och av firman Hallström i Magdeburg. 51 tunnland mark inköptes för 48.655:-. Byggnadsarbetena påbörjades av byggmästare H.O. Forsberg i  Oktober 1893. Fabriken byggdes för en betavverkning av 300 ton per dygn. Efter utvidgningar var kapaciteten uppe i 600 ton per dygn för kampanjen 1900/01.  Till fabriken hörde sju betvågar, två vid fabriken, samt en i vardera Skurup, Skabersjö, Näsbyholm, Oxie och Alstad. Majoriteten av de anställda var småbrukare och torpare. Arbetarna på sockerbruket var delaktiga i kampen för bättre löner. Den första strejken om högre löner utbrot den 1 November 1898. Detta var dock inte den enda strejken om högre löner i Sverige och andra delar i Europa under den här tiden. Efter att inte ha beviljats högre lön så bröt en konflikt ut. Efter ett tag blev de beviljade en lönehöjning men de gick ändå inte tillbaka till arbetet. Ett 30-tal studenter från Lund kallades in som strejkbrytare för att ta hand om betlasterna. När de kom tillbaka till Lund blossade en stor kravall upp. En stor skara arbetare som inte gillade att de åkte dit som strejkbrytare bemötte studenterna och kastade sten och jordklumpar mot dem. Studenterna var bara skyddade av ett gäng poliser som förde de i säkerhet i AF-borgen. Men när de arga arbetarna inte kom åt studenterna började de kasta sten genom rutorna. Efter den här dagen åkte inte fler studenter till Sockerbruket som strejkbrytare. Strejken avblåstes så småningom och arbetarna återupptog åter igen sina arbeten. År 1906 ökades aktiekapitalet till 1.500.000:-. År 1907 uppgick sockerbruket i Svenska Sockerfabriks AB. 1947 flyttade man istället bolagets maskintekniska byrå samt bolagets centrala instrumentverkstad. 1953 beslöt man sig för att lägga ner maskinverkstaden och sålde maskinbyggnaden.
| År   | Juli | November | Medeltal under året |
| ---- | ---- | -------- | ------------------- |
| 1929 | 50   | 259      | 83                  |
| 1946 | 109  | 208      | 129                 |

## Disponenter
- 1895-1900 - John Stjerna
- 1909-1912 - Charles Birch-Iensen
- 1931-1936 - Henrik Matton
- 1918-1942 - Sigfrid Hanning (även Roma och Köpingebro)
- 1946-???? - Gunnar Schröder